# Oxythres splendens
Oxythres splendens là một loài bướm đêm trong họ Noctuidae.